# Akasaka (metropolitana di Tokyo)
Akasaka (赤坂駅?, Akasaka-eki) è una stazione della metropolitana di Tokyo, si trova a Minato. La stazione è servita dalla linea Chiyoda della Tokyo Metro.

## Struttura
La stazione è dotata di una piattaforma a isola con due binari.
| 1 | Linea Chiyoda | per Omotesandō, Yoyogi-Uehara e Karakida |
| 2 | Linea Chiyoda | per Ōtemachi, Ayase, Abiko e Hannō       |

## Stazioni adiacenti
| «             | Servizio      | »                |
| Linea Chiyoda | Linea Chiyoda | Linea Chiyoda    |
| ------------- | ------------- | ---------------- |
| Nogizaka      | -             | Kokkai-Gijidōmae |